# Jan van Huchtenburgh
Jan van Huchtenburgh, o Hughtenburgh (Haarlem, 20 novembre 1647 – Amsterdam, 2 luglio 1733), è stato un pittore, incisore, disegnatore e mercante d'arte olandese che dipinse prevalentemente soggetti di battaglie.

## Biografia
Fratello minore di Jacob van Huchtenburgh, alla morte del padre, avvenuta tra il 1650 e il 1656, fu posto sotto la tutela di Hendrick Mommers.
Studiò alla scuola di Thomas Wijck, assieme al figlio di questi e suo amico Jan.
Intorno al 1666-1667 partì per Roma, probabilmente per raggiungere il fratello Jacob, ma giunto a Parigi, si impiegò presso la Manifattura dei Gobelins alle dipendenze di Adam Frans van der Meulen.
Nel 1669 o 1670, rientrò a Haarlem e poco dopo divenne membro della locale Corporazione di San Luca. Nel 1676 si trasferì ad Amsterdam dove rimase fino alla morte, a parte brevi periodi in Italia (1708-1709) e all'Aia (1719-1720).
Nel 1708 o 1709 il principe Eugenio di Savoia gli commissionò alcune opere che descrivessero le recenti vittorie ottenute assieme a John Churchill, I duca di Marlborough e al Principe d'Orange. Huchtenburgh eseguì anche incisioni da questi dipinti, oltre a molte altre, tra cui alcune da opere di Adam Frans van der Meulen.
Dipinse soprattutto scene di battaglia e soggetti guerreschi, ma anche ritratti, soprattutto equestri, paesaggi, in particolare italiani, e architetture. Le sue opere risentono dell'influenza di Adam Frans van der Meulen e Thomas Wijck.
Furono suoi allievi Dirk Maas e Izaak Vogelensanck.

## Alcune opere

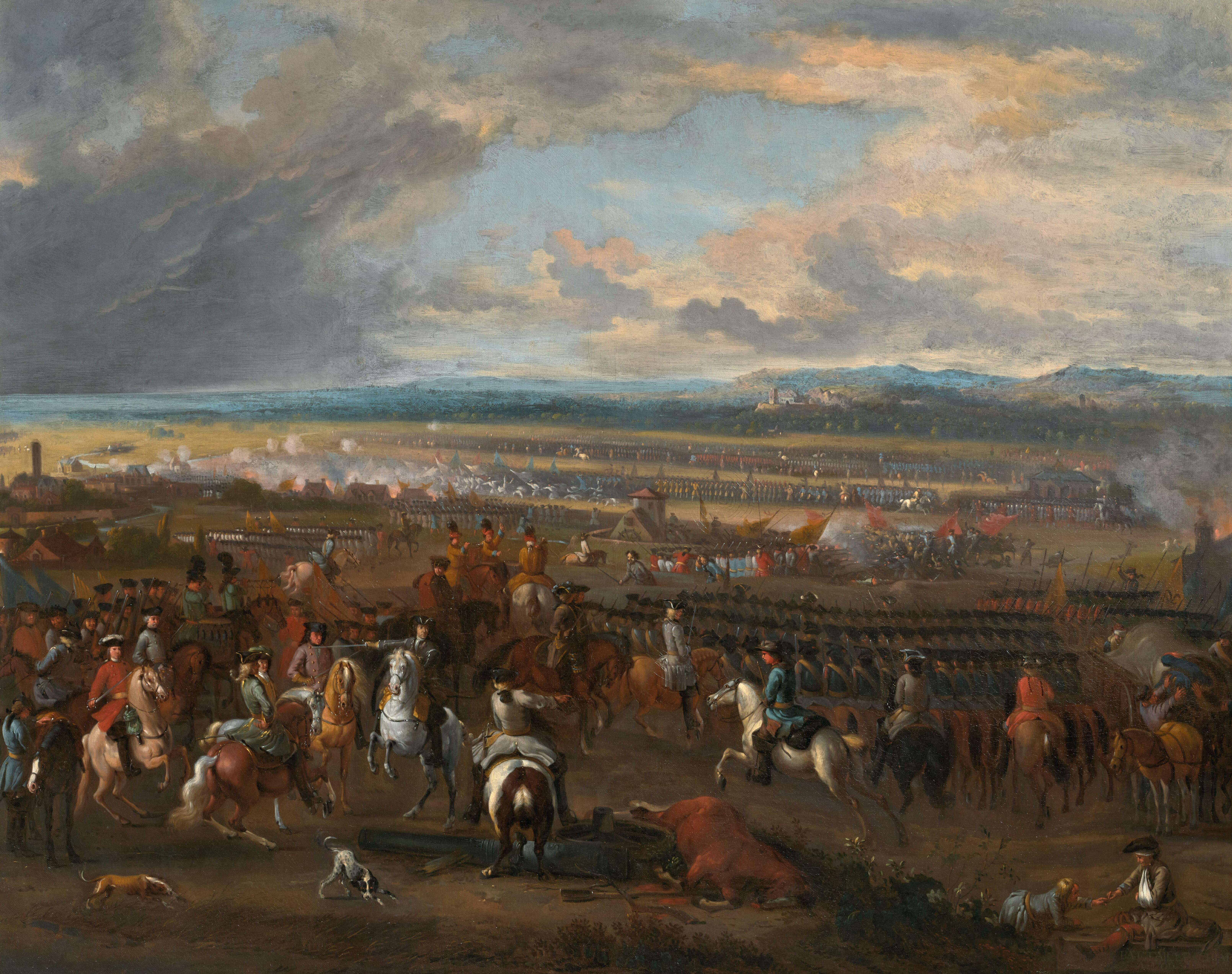
Battaglia di Chiari (1701)

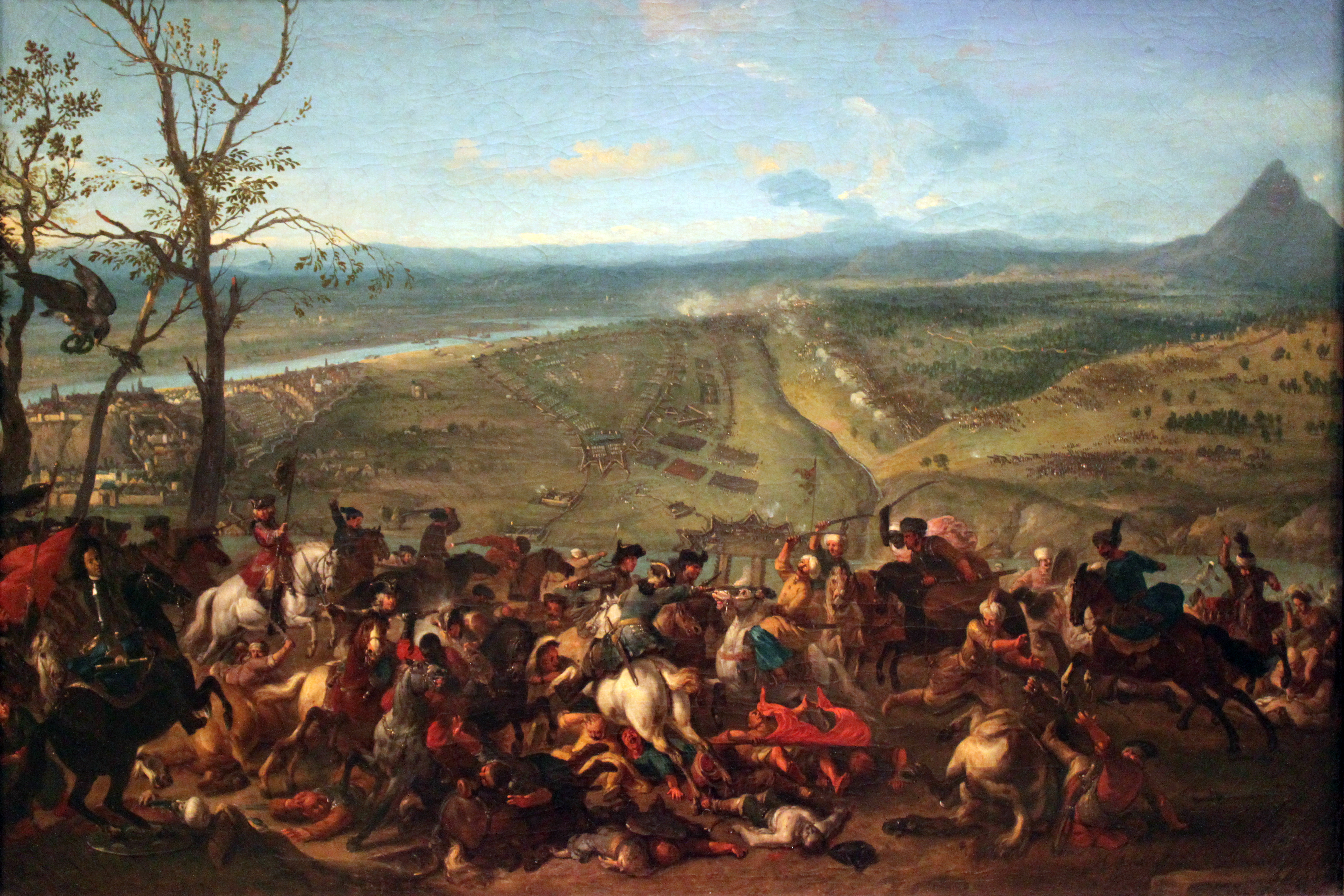
Battaglia di Belgrado del 1717

- Battaglia di Chiari del 1701, olio su tela[4]
- Attacco ad un convoglio, olio su tela, 53,2 × 62,5 cm, siglato in basso a destra con HB, 1670-1690, Mauritshuis, L'Aia[5]
- Ritratto di Enrico Casimiro II di Nassau-Dietz come comandante in battaglia, olio su tela, 121 x 165 cm, firmato e datato in basso al centro Hugtenburgh f. 1692, Rijksmuseum, Amsterdam[6]
- La Battaglia di Ramillies, olio su tela, 116 × 153 cm, Rijksmuseum, Amsterdam[7]
- La Battaglia di Belgrado del 1717, incisione da un suo dipinto[8]